# گروه مؤمن
گروه مؤمن (عربی: مؤمن) شرکت رستوران‌های زنجیره‌ای مصری است، که در سال ۱۹۹۸ تأسیس شد.